# Guthrie Theater

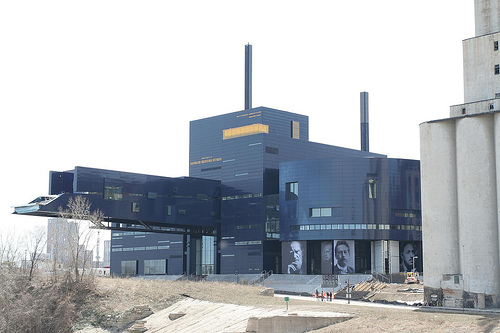
Le Guthrie Theater de Minneapolis

Le Guthrie Theater est un théâtre de Minneapolis, dans l'État du Minnesota aux États-Unis.
Il est le fruit du désir de Sir Tyrone Guthrie d'un nouveau type de théâtre qui offrirait une atmosphère encourageant la production de grandes pièces littéraires et cultiverait des talents d'acteur loin de l'environnement commercial de Broadway où les coûts de production exigent une meilleure profitabilité plutôt qu'un véritable contenu artistique. Le Guthrie Theater a ouvert une première fois ses portes le 7 mai 1963 avec une production d'Hamlet avec George Grizzard dans le rôle principal sous la direction de Tyrone Guthrie lui-même. Le Guthrie Theater occupe depuis 2006 un nouveau complexe, conçu par l'architecte français Jean Nouvel accompagné de dUCKS scéno et Jacques Le Marquet pour la scénographie des salles et des acousticiens The Talaske Group et Kahle Acoustics. Guthrie Theater comprend trois salles de théâtre: une grande salle de 1 100 places, une théâtre de 700 places et un théâtre multiformes de 250 places,.

## Directeurs artistiques
- Tyrone Guthrie (1963-1966)
- Douglas Campbell (1966-1967)
- position non occupée (1968-1970)
- Michael Langham (1971-1977)
- Alvin Epstein (1978-1980)
- Liviu Ciulei (1980-1985)
- Garland Wright (1986-1995)
- Joe Dowling (1995-)